# България на Световното първенство по футбол 1954

## България в квалификациите
Група 8
- 14 юни 1953 г., Чехословакия – Румъния 2:0
- 28 юни 1953 г., Румъния – България 3:1
- 6 септември 1953 г., България – Чехословакия 1:2
- 11 октомври 1953 г., България – Румъния 1:2
- 25 октомври 1953 г., Румъния – Чехословакия 0:1
- 8 ноември 1953 г., Чехословакия – България 0:0

| № | Страна       | Голове | Точки |
| - | ------------ | ------ | ----- |
| 1 | Чехословакия | 5:1    | 7     |
| 2 | Румъния      | 5:5    | 4     |
| 3 | България     | 3:7    | 1     |